# Heterophyes heterophyes
Heterophyes heterophyes – gatunek przywry digenicznej (Digenea), wywołującej heterophyozę. Jest jednym z najmniejszych pasożytów wewnętrznych człowieka. Oprócz ludzi, jego żywicielami ostatecznymi mogą być także ssaki mięsożerne oraz ptaki. Występuje w krajach Dalekiego Wschodu, Basenie Morza Śródziemnego oraz na Grenlandii.
Dorosłe osobniki mają około 2 mm długości i gruszkowaty kształt, a ich ciało pokrywają drobne łuski. Przyssawka gębowa jest słabo wykształcona i znacznie mniejsza od przysadki brzusznej. W tylnej części ciała obecna jest także przyssawka płciowa (która rekompensuje brak narządów kopulacyjnych i odgrywa kluczową rolę w zapłodnieniu krzyżowym), dwa owalne jądra oraz kulisty jajnik. Zwoje macicy zlokalizowane są pomiędzy jądrami a przyssawką brzuszną.

## Cykl życiowy

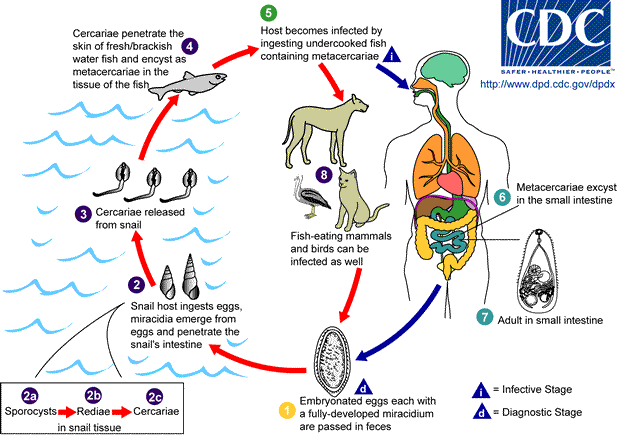
Cykl życiowy Heterophyes heterophyes

Cykl życiowy jest zbliżony do przywry chińskiej (Clonorchis sinensis). Postać dorosła wytwarza jaja z wieczkiem (operculum) o długości 28–30 μm i szerokości 15–17 μm (przypominają jaja Opisthorchis felineus). Każde z jaj zawiera w sobie w pełni ukształtowane miracydium, które jest wydalane do środowiska wraz z kałem, a następnie zjadane przez słodkowodne ślimaki z rodzajów Cerithidia i Pirenella, będących pierwszym żywicielem pośrednim. W ich żołądkach wylęgają się miracidia, które aktywnie przechodzą do jamy ciała ślimaka, by tam przekształcić się w sporocysty, tworzące po miesiącu redie. Te zaś po 4–5 tygodniach przekształcają się w cerkarie, charakteryzujące się masywnym i długim ogonkiem. W tym stadium opuszczają one ciało ślimaka. Pływając swobodnie reagują błyskawicznie na ruch wody wywołany przez przepływające obok ryby słodkowodne(będące drugim żywicielem pośrednim) i przyczepiają się do jej skóry. Następnie, dzięki wydzielinie gruczołów penetracyjnych, przedostają się do wnętrza jej ciała, po czym lokują się w mięśniach i w ciągu 6 tygodni rozwijają w encystowane metacerkarie.
Metacerkaria jest formą inwazyjną dla żywiciela ostatecznego (np. człowieka), który może się zarazić zjadając surowe, niedogotowane lub źle uwędzone ryby. Postacie dorosłe ekscystują z metacerkarii w dwunastnicy, skąd przewodem żółciowym wspólnym przemieszczają się do wątroby, gdzie osiągają dojrzałość płciową. Wskutek mechanicznego podrażnienia oraz działania produktów metabolizmu pasożyta dochodzi do stanu zapalnego nabłonka przewodów.